# Elina Rönnlund
Elina Ida Maria Rönnlund, född 14 oktober 1996 i Umeå, är en svensk längdskidåkare som tävlar för IFK Umeå. Rönnlund är uppvuxen i Strömbäck utanför Umeå, hon är barnbarn till Assar Rönnlund och Toini Gustafsson Rönnlund. Hon debuterade i världscupen i sprint Östersund 2015. Säsongen 20/21 tävlade hon ingenting då hon hade ryggproblem.